# Plagiolepis manczshurica
Plagiolepis manczshurica är en myrart som beskrevs av Mikhail Dmitrievich Ruzsky 1905. Plagiolepis manczshurica ingår i släktet Plagiolepis och familjen myror. Inga underarter finns listade i Catalogue of Life.